# Klankkast
Een klankkast is een onderdeel van een muziekinstrument waarmee het geluid dat het instrument maakt wordt versterkt. Klankkasten worden meestal toegepast bij snaarinstrumenten, omdat een trillende snaar, in tegenstelling tot een trillende luchtkolom (zoals bij blaasinstrumenten) of een trillend membraan (zoals bij trommels), uit zichzelf weinig geluid maakt. Dit gebeurt bij zowel tokkelinstrumenten, zoals de gitaar of citer, als bij strijkinstrumenten, zoals de viool.
Een klankkast bestaat uit een holle ruimte, waarin één of meerdere gaten zitten. Binnen de ruimte treden resonanties op waardoor de geluidsdruk binnen de klankkast erg hoog wordt. Via de gaten en de wand van de klankkast straalt het geluid naar buiten af. De inwendige vorm van de klankkast is hierbij bijzonder van belang, want deze beïnvloedt de klank van het uitgestraalde geluid in hoge mate, maar vooral het volume is bepalend voor de laagste toon die de klankkast kan ondersteunen.
De trillingen van de snaren van het instrument worden via een kam (viool) of een brug (gitaar) op de wand van de klankkast overgebracht. De trillende wand brengt vervolgens de lucht die binnen de klankkast zit in trilling. Ook de eigenschappen van de wand beïnvloeden de klank van het instrument. Zo zegt men dat het soort lak dat op de kast van een viool wordt aangebracht, erg van belang is voor de klank.
Een piano heeft niet zozeer een klankkast, maar een klankbord, waar de snaren via de kam overheen lopen.

Chladni-patronen van de achterzijde van een gitaar. Bij verschillende specifieke resonantietonen vertoont het trillingsveld een ander patroon.

## Trillingspatronen in een klankkast
Ernst Chladni ontdekte in 1782 de Chladni-patronen en vertaalde deze naar de vorm van een gitaarklankkast.